# Воегоща
Воего́ща (укр. Воєгоща) — село в Камень-Каширской городской общине Камень-Каширского района Волынской области Украины.
Население по переписи 2001 года составляет 1568 человек. Почтовый индекс — 44534. Телефонный код — 3357. Занимает площадь 53,36 км².